# Anneliese Kapp
Anneliese Kapp   (Frankfurt del Main, 2 de desembre de 1908 - 8 d'octubre de 1972) va ser una saltadora alemanya que va competir durant la dècada de 1930.
El 1936 va prendre part en els Jocs Olímpics d'Estiu de Berlín, on fou onzena en la prova de palanca de 10 metres del programa de salts.
En el seu palmarès destaca una medalla de bronze al Campionat d'Europa de natació de 1934, rere Olga Jensch-Jordan i Katinka Larsen.